# Parc national de l'Iguaçu
Ne doit pas être confondu avec Parc national d'Iguazú.
Le parc national de l'Iguaçu, dans l'État du Paraná, est une aire protégée brésilienne depuis 1939. De l'autre côté du fleuve Iguaçu se situe la partie argentine du parc naturel, le parc national d'Iguazú. Les deux parcs furent déclarés comme patrimoine mondial par l'UNESCO en 1984 et en 1986. Il est connu pour la beauté naturelle des chutes d'Iguaçu, un des ensembles de cataractes les plus spectaculaires de la Terre, et pour la biodiversité de sa forêt subtropicale.

## Description du parc
Le parc est situé dans la région la plus à l'ouest du Parana, à 17 km du centre-ville de Foz do Iguaçu et à 5 km à peine de l'aéroport international de Foz do Iguaçu. Couvrant une superficie totale de 1 697,65 km2, il est administré par l'institut Chico Mendes de conservation de la biodiversité (Instituto Chico Mendes de Conservação da Biodiversidade, abrégé en ICMBio).
C'est également un des rares endroits où se conserve la forêt atlantique qui couvrait jadis plus de 1,3 million de km2, répartis sur 17 États du Brésil, et qui malheureusement est réduite aujourd'hui à seulement 7,3 % de ce total. Ce qu'il en reste se trouve, à l'heure actuelle, dans des petits secteurs isolés, parmi lesquels ce qu'on appelle aires protégées. Jusqu'aux années 1950, la région occidentale du Parana avait été bien préservée sur le plan environnemental, mais ensuite un processus de dévastation considérable a commencé à isoler le parc national de l'Iguaçu. En 1980, il était déjà pratiquement isolé, dans une situation semblable à ce qui est arrivé dans la région de serra do Mar, sur la côte de Paraná. (Source : Fundação SOS Mata Atlântica)
En ce qui concerne la biodiversité de la faune, on a actuellement enregistré 257 espèces de papillons de jour, mais on estime qu'il en existe environ 800, on a catalogué 45 espèces de mammifères, 12 d'amphibiens, 41 de serpents, 8 de lézards, 18 de poissons et 200 d'oiseaux. (Source : IBAMA).
Au Brésil, 14 villes sont situées à la limite du parc naturel : Foz do Iguaçu, Medianeira, Matelândia, Céu Azul, São Miguel do Iguaçu, Santa Terezinha de Itaipu, Santa Tereza do Oeste, Capitão Leônidas Marques, Capanema et Serranópolis do Iguaçu.
Le parc national de l'Iguaçu a été créé officiellement le 10 janvier 1939 par le décret-loi no 1.035 du président de la République d'alors, Getúlio Vargas. Le 17 novembre 1986, il a été classé par l'UNESCO comme patrimoine naturel de l'humanité. Le premier plan de gestion du parc a été élaboré en 1981, et révisé seulement en 1999.
En 1542, l'Espagnol Álvar Nuñez, nommé gouverneur du Paraguay, était en route vers la ville d'Asuncion, quand il a constaté le caractère grandiose des Chutes d'Iguaçu. Il était le premier Européen à reconnaître la région, où à l'époque vivaient seulement les Indiens Tupi-Guaranis. C'est en 1876 que l'ingénieur André Rebouças propose pour la première fois à l'empereur Dom Pedro II de créer un parc national. En 1916, Santos-Dumont, en faisant connaissance avec ces chutes, a été tellement impressionné par leur beauté qu'il a jeté dans la balance son prestige pour faire pression sur le gouverneur du Paraná de l'époque, Afonso Camargo, afin qu'on créât à cet endroit un parc national. Le domaine, alors propriété privée, fut reconnu d'intérêt public. En 1930, le secteur exproprié en 1916 a été agrandi pour créer le parc national de l'Iguaçu. Une stèle en bronze dans la partie brésilienne du parc, commémore l'intervention de Santos-Dumont.
Le parc national de l'Iguaçu apporte sa protection à la végétation exubérante de la jungle subtropicale qui entoure la zone des chutes : deux mille espèces de plantes et quatre cents d'oiseaux. Il compte deux circuits fondamentaux appelés « inférieur » et « supérieur ». Dans le circuit inférieur, les passerelles permettent aux visiteurs d'apprécier les chutes d'eau depuis le bas, tandis que le circuit supérieur ils peuvent le faire au niveau du début de la chute ; ils disposent encore d'un ascenseur panoramique. Il est possible également de survoler les chutes de l'Iguaçu dans l'hélicoptère d'Helisul, ou de faire des promenades en bateau à moteur sur le fleuve.
Outre les exubérantes cataractes et leurs arcs-en-ciel, on trouvera d'autres éléments intéressants : le centre des visiteurs, le zoo, la Linha Martins, le parc des oiseaux tropicaux, le sentier Poço Preto, la chute Salto do Macuco, la Trilha da Bananeiras, la place Santos-Dumont avec sa statue, hommage de la VASP au « Père de l'Aviation », qui a usé de tout son prestige auprès du Gouvernement de l'État du Paraná en faveur de la transformation du secteur des Cataractes de l'Iguaçu en parc national. Le lieu, qui était propriété privée, a été alors déclaré propriété publique.
Le parc apporte aussi sa protection à tout le bassin du Rio Floriano, un des affluents du Rio Iguaçu, un endroit exceptionnel dans la région Sud du Brésil pour la qualité de l'eau, et dont les sources sont à proximité de la rodovia BR-277, entre Céu Azul et Santa Terezinha de Itaipu.
Les chutes de l'Iguaçu, avec la forêt amazonienne, sont un des 28 finalistes de la campagne mondiale qui choisira les sept nouvelles merveilles de la nature et qui est organisée par la fondation New 7 Wonders ; elle doit durer jusqu'à 2011 quand sera atteint, pense-t-on, le nombre de un milliard de votes. Sur Internet il est possible de voter par l'intermédiaire de la page officielle de la fondation New 7 Wonders.

## Nécessité d'une protection binationale
Toute cette richesse que le parc abrite est menacée en permanence. Cette situation exige des mesures énergiques de sensibilisation et d'éducation à l'environnement, une surveillance rigoureuse de la part des autorités compétentes et une législation appropriée. La chasse incontrôlée et le braconnage, l'exploitation illégale des palmiers pinots, l'exploitation de bois de toutes sortes, l'utilisation de produits phytosanitaires à proximité des fleuves qui pénètrent dans le parc, la destruction de la ripisylve affectent profondément l'équilibre de l'écosystème dans son ensemble. Joint au parc national d'Iguazú, en Argentine, ce patrimoine naturel de l'humanité couvre une superficie totale d'environ deux cent cinquante mille hectares de forêt subtropicale et de faune protégée. Depuis 2002 le Parc National de l'Iguaçu est un des sites géologiques brésiliens.

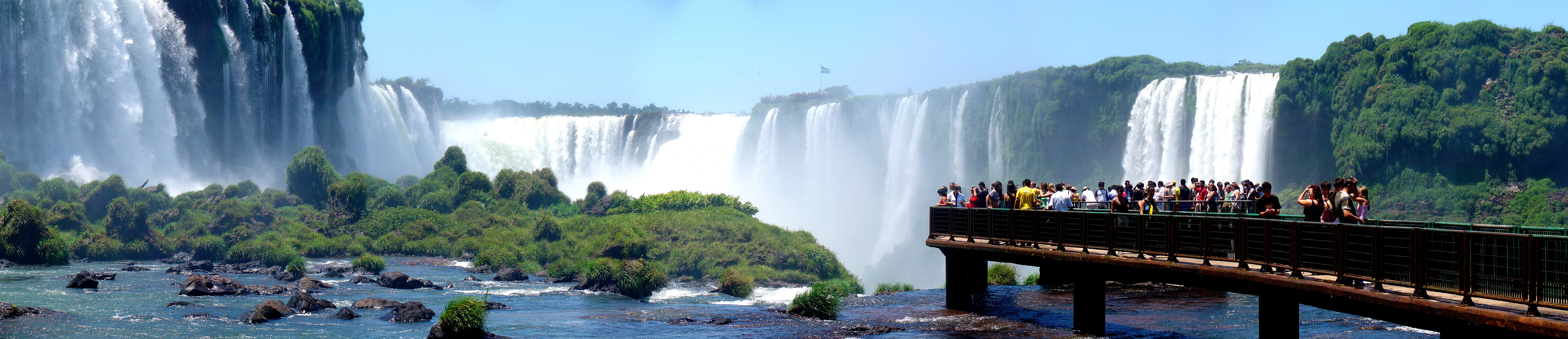
Les chutes de l'Iguaçu depuis le parc national d'Iguaçu ainsi que les infrastructures touristiques permettant un accès rapproché aux chutes.